# Chinese kamer
De Chinese kamer is een gedachte-experiment dat bedacht werd door John Searle. Het experiment probeert aan te tonen dat als een computer zich precies zou gedragen als een mens, we nog niet kunnen zeggen dat die computer ook denkt als een mens. Daarmee is het een antwoord op een ander gedachte-experiment, namelijk de turingtest van Alan Turing.

## Het experiment
Een proefpersoon die geen woord Chinees kent wordt opgesloten in een kamer. In de kamer is verder alleen een boek, schrijfgerei en vellen papier, sommige leeg en sommige beschreven in Chinees schrift, geordend in stapels. Via een gleuf in de muur worden voedsel, inkt en nieuwe vellen papier aangeleverd. Het boek bevat instructies, in de moedertaal van de proefpersoon, die beschrijven hoe te reageren op een binnenkomend vel, afhankelijk van het symbool dat erop staat: schrijf een teken op een vel en leg dat op de linkerstapel, gooi het bovenste vel van de rechterstapel door de gleuf, enz.
Als we de kamer als geheel beschouwen, vervult deze de rol van een gegevensverwerkend systeem, oftewel een computer. De proefpersoon is dan de centrale verwerkingseenheid (processor), het boek een programma en de stapels papier vormen het geheugen.
Stel nu dat dit systeem slaagt voor de turingtest: dat mensen die ermee converseren (door vellen papier toe te sturen en terug te lezen) geen enkele reden kunnen vinden om aan te nemen dat ze niet met een intelligent, Chinees sprekende persoon aan het converseren zijn. Searle vraagt: zou het terecht zijn om dit systeem intelligent te noemen? Kunnen we zeggen dat het Chinees begrijpt?
Hij betoogt dat het antwoord nee is. Want, vraagt hij: in welk deel van het systeem is dit begrip dan aanwezig? De persoon die erin zit volgt slechts de regels; hij heeft geen idee waar de conversatie die hij voert over gaat. Het boek en de vellen papier kunnen evenmin Chinees begrijpen. Kortom: geen enkel deel van het systeem begrijpt Chinees.
Hetzelfde geldt volgens Searle voor computers, die slechts symboolverwerkende machines zijn, zonder enig begrip van hun eigen handelen. Sterke kunstmatige intelligentie is daarmee onmogelijk.
Een antwoord op de problemen die Searle opwerpt komt van KI-onderzoekers John McCarthy en Robert Wilensky, die zeggen dat hoewel geen enkel deel van het systeem Chinees begrijpt, het systeem als geheel wel een vloeiende conversatie kan voeren. Hoewel een processor alléén misschien een bepaalde taak (Chinees begrijpen, vierkantswortels trekken) niet kan uitvoeren, kan een volledige computer met het juiste programma en de juiste invoer dat wel.